# Janusz Śledziński
Janusz Stefan Śledziński (ur. 29 lipca 1931 w Bobowej, zm. 29 marca 2021) – polski specjalista w zakresie geodezji wyższej i satelitarnej, grawimetrii i astronomii, prof. dr hab.

## Życiorys
Studiował geodezję i kartografię w Politechnice Warszawskiej, 1964 obronił pracę doktorską, w 1972 uzyskał stopień doktora habilitowanego. 28 października 1983 nadano mu tytuł profesora w zakresie nauk technicznych. 
Pracował w Instytucie Geodezji Wyższej i Astronomii Geodezyjnej na Wydziale Geodezji i Kartografii Politechniki Warszawskiej, Instytucie Nauk Technicznych i Lotnictwa Państwowej Wyższej Szkole Zawodowej w Chełmie i w Wyższej Szkole Gospodarki Krajowej w Kutnie. 
Był zastępcą przewodniczącego Komitetu Geodezji na VII Wydziale - Nauk o Ziemi i Nauk Górniczych Polskiej Akademii Nauk i członkiem w Komitecie Badań Kosmicznych i Satelitarnych PAN.
Zmarł 29 marca 2021, pochowany na Cmentarzu Wojskowym na Powązkach w Warszawie (kwatera Q kol V-2-2).

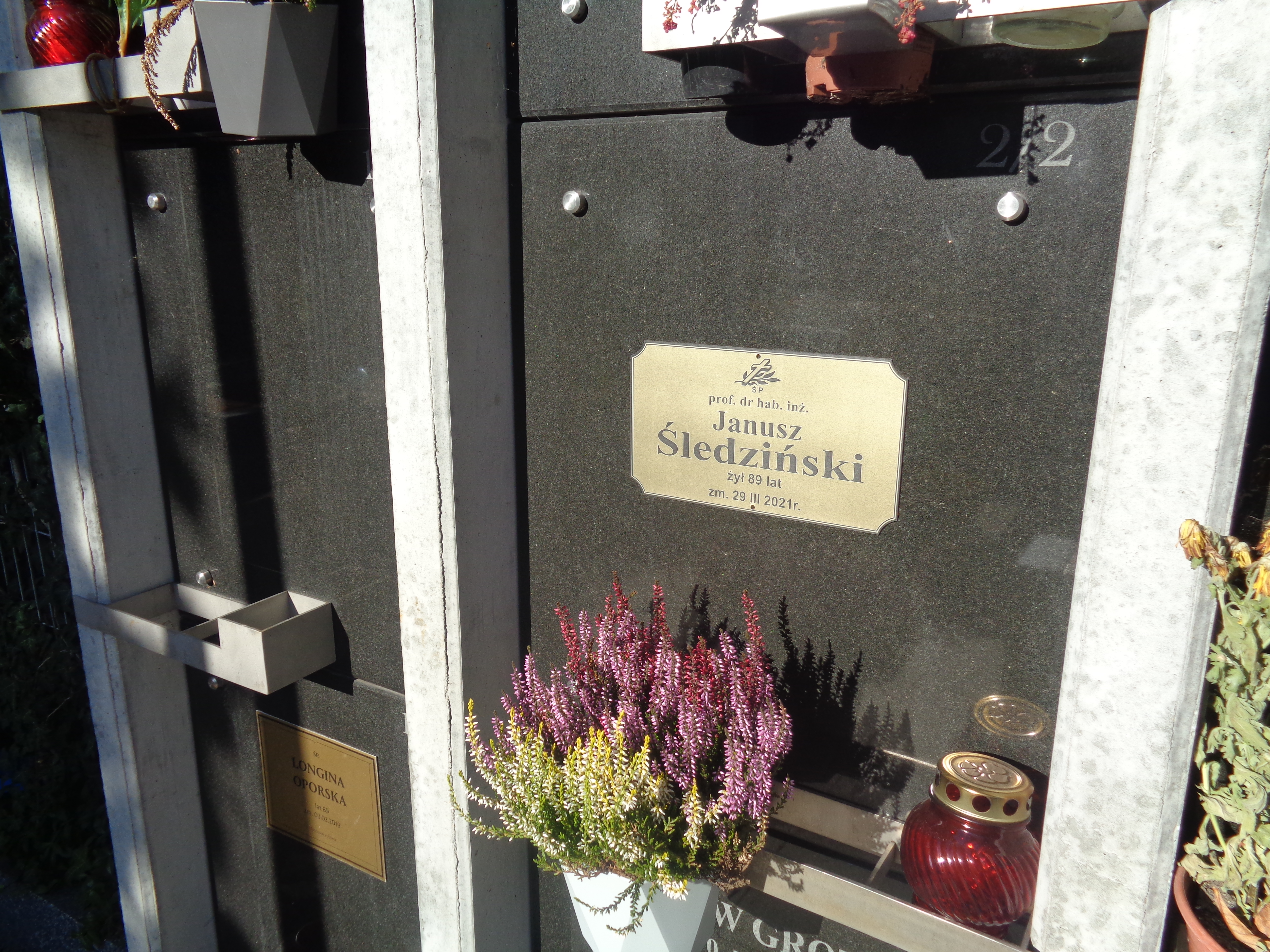
Grób Janusza Śledzińskiego na Cmentarzu Wojskowym na Powązkach